# Brachyglossina staudingeri
Brachyglossina staudingeri är en fjärilsart som beskrevs av Louis Beethoven Prout 1932. Brachyglossina staudingeri ingår i släktet Brachyglossina och familjen mätare. Inga underarter finns listade i Catalogue of Life.